# Kawasaki ZL1000
Kawasaki ZL 1000 Eliminátor je čtyřválcový, kapalinou chlazený cruiser. Byl vyráběný v letech 1987 až 1988 japonskou firmou Kawasaki.

## Historie
Tento stroj má kořeny v GPZ 900R. V roce 1984 Kawasaki jako první na světě vyrobila 16ventilový, kapalinou chlazený, čtyřválcový řadový motor určený pro motocykl, vznikla tak GPZ 900R – první „Ninja”. V roce 1985 se začala vyrábět Kawasaki ZL 900, s mírně upraveným motorem (sání, výfukový systém, atd.) právě s GPZ900R. A nástupcem Kawasaki ZL 900 je právě tato Kawasaki ZL 1000 (vycházející pro změnu z nástupce GPZ900 a to s modelu GPZ 1000). Vyráběla se v letech 1987–1988 a s ZL900 se sdílí mnohé, včetně servisního manuálu.

## Technické parametry
- Značka: Kawasaki
- Model: ZL1000 A1
- Rok: 1987, 1988
- Rozměry
  - Délka: 2305 mm
  - Šířka: 790 mm
  - Rozvor: 1615 mm
  - Výška sedla: 750 mm
- Hmotnost: 244 kg
- Motor
  - Obsah válců: 997 cm³
  - Typ motoru: kapalinou chlazený, čtyřtaktní, řadový čtyřválec, DOHC, 4 ventily na válec
  - Vrtání × zdvih: 74×58 mm
  - Kompresní poměr: 9,2:1
  - Příprava směsi: 4×32 mm karburátory Keihin
  - Startér: elektrický
  - Max. výkon: 80,9 kW/110 hp (9000 ot/min)
  - Max. kroutící moment: 91,2 Nm (7000 ot/min)
- Převodovka
  - Počet převodových stupňů: 6
  - Sekundární pohon: kardanův hřídel
- Pneumatiky a brzdy
  - Rozměr přední pneumatiky: 100/90/R18 56H
  - Rozměr zadní pneumatiky: 160/80/R15 74H
  - Přední brzda: dvoukotoučová
  - Zadní brzda: jednokotoučová
- Objem palivové nádrže: 18,5 litru
- Max rychlost: (?) 211,5 km/h (131,4 mph)